# Acacia hypermeces
Acacia hypermeces é uma espécie de leguminosa do gênero Acacia, pertencente à família Fabaceae.